# 生態智慧
生態智慧是以深層生態學的角度，深刻地分析和理解生態系統，從而得到人類和其他物種生物如何共存的智慧。
生態智慧指出人類是自然界的一份子，對所有生命體，無論是人類或非人類物種的價值都應受到尊重。深層生態學的核心原則是人類和其他物種應該擁有相同的權利，不同物種對生活環境和物種繁榮應該有著平等的地位。

## 定義
生態智慧的概念由挪威哲學家奧斯陸大學教授阿恩·内斯在1973年引入，生態智慧是一個講求生態和諧或生態平衡的理念，是公開的規範，它包含規範，規則，假設，價值優先公告和有關的事務的狀態。它不僅是科學性描述和預測，也是具智慧的政策和處方。由於它的考慮因素很多，包括污染、資源、人口、價值和重要性等，生態智慧的細節會根據不同的考慮因素以得到許多變化。

## 綠色政治
這一概念已成為綠色政治的基礎，全球多個綠黨2001年4月簽署「全球綠色憲章」，表明支持生態智慧，並與草根民主、非暴力和社會正義成為綠黨四大支柱之一。